# HD 52140
HD 52140，又名CD-30 3757，SAO 197432、HR 2621，是一颗恒星，视星等为6.42，位于銀經241.72，銀緯-12.16，其B1900.0坐标为赤經6h 54m 54s，赤緯-30° -12.16′ 42″。